# Ouled Sidi Abid
Pour les articles homonymes, voir Abid.
Ouled Sidi Abid (ou Ubayd) (arabe : أولاد سيدي عبيد) est une tribu arabe chérifienne ou hilalienne selon certains, présente en Algérie et en Tunisie, son territoire est situé sur la frontière algéro-tunisienne.

## Origines
Selon la tradition, l'arrière-arrière-grand-père de Sidi Abid, Salem, quitta la Seguia el-Hamra au Maroc pour le nord-est de l’Oued Draa toujours au Maroc. Il part plus tard en pèlerinage à La Mecque et continua son chemin vers Bagdad où il devint le disciple du cheikh Muhammad al-Ghazaliet d'Abd al-Qadir al-Jilani.
Son voyage repris et il retourna au Maroc pour ensuite s’établir à Tlemcen en Algérie où il mourut. Son fils Sulayman lui succèda et ensuite le fils de Sulayman, Abd al-Aziz qui eut 12 enfants : Muhammad, Jaafar, Al-Mu'tasim, Othman (qui déménagea à Casablanca.), Yahya et Abdel-Haqq (qui ont déménagé à Beni Tazin dans le Jabal Al-Hoggar), Ali, Al-Abbas et Nasser (ils sont restés à Tlemcen.), Isa ou Khalid (aucune information), Ahmad et Khadir se sont dirigés vers l'Est algérien, mais Ahmad serait mort en chemin.
Les enfants d'Al-Abbas formeront la tribu Ouled Sidi Bousaud.
Le père de Sidi Abid, ancêtre éponyme de la tribu, Khadir, descendant de Muhammad, quitta donc Tlemcen (actuel Algérie) pour rejoindre Tozeur. Par son attribut de Chérif, Khadir se rattache à la première migration, celle qui conduisit ses ancêtres de La Mecque jusqu'au Maroc,.
Khadir serait le descendant d’Idris II par son cinquième fils Abdullah. La chaine de ses ancêtres indique qu'il serait le fils d’Abd al-Aziz ben Sulayman ben Salim ben Ibrahim ben Abd al-Halim ben Abd al-Karim ben Isa ben Musa ben Abd al-Salam ben Muhammad ben Abd al-Jabbar ben Muhammad ben Ahmad ben Abdullah ben Idris ben Idris ben Abdullah al-Kamil ben al-Hassan ben Hassan ben Ali ibn Abi Talib et Fatima Zahra, la fille de Muhammad,,,.
Khadir était décrit comme une personne avec beaucoup de science et remplie de bonnes œuvres. Il suivit pendant quelque temps les enseignements du Cheikh Abdul Razzaq dans la ville de Bagdad et serait ensuite retourné à Tozeur en Tunisie où il entreprit d'enseigner le Coran aux populations. Il serait l'un des « ambassadeurs » du soufisme au Maghreb.
Il se maria à la fille du chef de la tribu arabe des Hamama après lui avoir sauvé la vie, de cette union naquirent Ubayd et son frère Ahmad ainsi qu'une fille du nom de Guzayla. Dans les dernières années de sa vie, il reprit le chemin de La Mecque où il mourut. Sa veuve retourna avec ses trois enfants auprès des Hamama qui campaient alors au pied du Djebel Faoua, dans la confédération tribale des Nemencha. Ahmed épousa une jeune fille des Drid tandis qu'Abid établit sa retraite au sommet de cette montagne.
Il faut tout de même préciser que plusieurs épisodes de la vie de Sidi Ubayd sont de valeur poétique et non réelle, ce qui est parfois difficile a différencier étant donné le style poétique. Par exemple, la confrontation face au Beni Zid fait référence à l'insurrection de 1864 dont les Hamama était du côté du Beylicat, les Béni Zid étant du côté des rebelles, les Ouled Sidi Abid aurait ainsi participer a au moins une bataille contre les Beni Zid.

## Le personnage de Sidi Abid

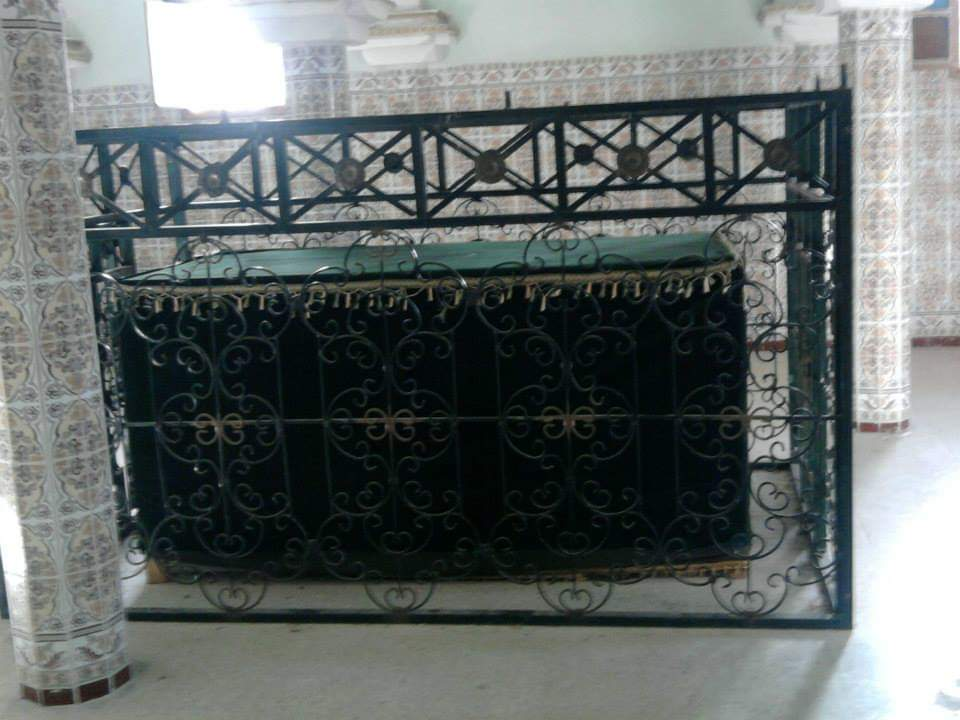
Tombeau de Sidi Ubayd Lakhdar, petit-fils de Sidi Ubayd al-Sharif.

Le fondateur éponyme de la tribu est considéré comme saint, détenteur de la baraka. Contrairement aux autres saints dont le prestige demeure local, Sidi Abid jouit d'une renommée étendue.

« Il passait les nuits et les jours en prières, quand le sommeil le dominait, il mouillait ses vêtements et appliquait du sel sur ses yeux. »

Ces mortifications eurent pour effet d'affaiblir le saint, et il était si maigre que l'on pouvait voir briller au travers de son corps une bougie placée derrière lui. On lui prête de nombreux miracles. Il fut amené afin d'aider les Hamama en guerre contre leurs éternels rivaux, les Beni Zid.
Les gens venaient alors des quatre coins du Maghreb pour rencontrer le saint et demander son aide, chacun témoigna de lui. Après quarante années passées sur le Djebel Faoua, il redescendit dans la plaine et s'y installa. C'est à cet endroit, sur les rives de l'Oued Guentis, qu'il rentrait se reposer de ses nombreux voyages. Un important bourg, Ouled Sidi Abid, y fut fondés.
Il serait mort de vieillesse ou assassiner selon les versions. À sa mort, sa dépouille fut mise sur un chameau, l'animal s'enfonça dans la forêt jusqu'à être arrêté par des buissons épineux recouvrant la montagne. C'est là que fut édifié le mausolée, œuvre d'un grand maçon de Tunis. Une autre tradition attribue à ce maçon une origine marocaine (de la ville de Fès).
Sidi Abid laissera un fils nommé Dhouib qu'il eut avec une femme des Hamama et son frère en aura un également : Abd al-Malik,. Deux lignées voient ainsi le jour qui engendreront chacune plusieurs clans (vingtaine). On retrouve parfois dans les ouvrages les deux lignées dans des abréviations plus ou moins exact : Al-Hammadi (Dhouib) et Al-Maliki (Abd al-Malik)
Une plaque commémorative en l'honneur d'un de ses descendants et de lui-même est située à Tozeur. Elle dit :

« La noble lignée du Cheikh, le saint Sidi Abid al-Aschtar connu sous le nom d'al-Akhdhar ibn Dhioub ibn Abid al-Charif, connu de tous comme Al-Charif Ibn Khdhir issu de la lignée chérifienne marocaine Moulay Idris qui repose à Fez. Il vint à Tozeur du Jarid vers l'année 750 de l'hégire et il y trouva ce qui restait des Zahana et des membres de la tribu des Urj. Il laissa sa famille dans le village de Guentis dans la région orientale de l'Algérie où elle fut enterrée. Il se rendit célèbre en propageant le Coran et le fiqh et en initiant à la voie de la Chadhiliyya. Parmi ses élèves, se trouvait Mbarek az-Zahani, qui repose dans le jardin Biranu dans les environs de Tozeur, ainsi que d'autres qui suivirent son chemin en préservant son travail de compilation des sciences juridiques et de recherche de la vérité. »

Une autre plaque commémorative se trouve dans la région de Jendouba, reprenant uniquement l'ascendance du cheikh.
L'un des disciples de Sidi Ubayd était Sidi Tlil, ancêtre éponyme, des Ouled Sidi Tlil.

## Conquête de l'Algérie par la France
Le territoire des Ouled Sidi Abid va de Gafsa (un peu avant) à Tozeur, Nefta et de Redeyef à Bir el-Ater.
Elle fonde ou tout du moins occupe en grande partie les villes de Redeyef et Bir el Ater. Elle est également l'une des tribus avec les Zebda et d'autres à avoir "fondé" Tozeur.
Pendant la régence d'Alger par les Ottomans, les Ouled Sidi Abid affrontent le Califat, mais décident finalement de prêter allégeance. La tribu mène les négociations pour que les Nemencha cessent le combat et reconnaissent l'autorité ottomane.
La puissance de la tribu, issue principalement du statut revendiqué de Chérif, va se développer à partir du XIXe siècle grâce notamment aux Ouled Sidi Abid de Tunisie qui vont établir une importante route commerciale de Le Kef jusqu'à l'Est algérien et porter son influence sur les notables de Tunis. Bientôt, les tribus de la région vont devenir des clients importants.
En 1834, le mausolée aurait été en partie rénovée par le bey de Tunis Hussein II.
Les relations historiques avec la puissante confédération des Nemencha et son emprise sur la route commerciale vont lui donner l'autorité pour participer activement au conflit en cours : La conquête de l'Algérie par la France. En 1853, l'un de leurs chefs Amar ben Kadida sera assassiné avec ses hommes par les troupes françaises près de Tébessa, pendant une entrevue avec un notable turc de la region, un traitre au service des Français. Il sera décapité et son crâne ramené en France comme trophée.
Les Ouled Sidi Abid vont conjointement participer au commandement de la coalition avec les Nemencha et d'autres. La coalition va alors multiplier les escarmouches dans une méthode de guérilla très moderne : attaque stratégique rapide, couper les transmissions françaises du télégraphe.
Pendant vingt ans, les troupes françaises ne contrôlent qu'avec difficulté la région. Des rapports du général Le Bœuf seront communiqués à l'empereur Napoléon III sur le déplacement de la coalition,.
La coalition décide d'inviter l'Émir Muhieddine Ibn Abdelkader fils du précédent Émir Abdelkader, ce qu'il accepte. Les Ouled Sidi Abid lui prêtent alors allégeance, suivis du reste de la coalition.
Au cours du mois de mars 1871, Ouargla est conquise par la coalition avant de mettre le siège sur Tébessa dans le même mois.
À la défaite de l'Émir Muhieddine, la tribu refuse pour un temps de cesser le combat. Le gouvernement français coupe la route commerciale de la tribu, ce qui va causer une famine importante pour la tribu. Cela entraîne un exode massif des Ouled Sidi Ubayd d'Algérie vers la Tunisie, ainsi que d'autres tribus. La région en plus des privations coloniales subissant également une famine due à la guerre.
À la fin du XIXe siècle, la tribu subit la politique de confiscation des biens par les colons et se retrouve privée de leurs terres. Ils commencent ainsi à devoir travailler dans les mines de phosphates qui leur appartiennent de facto. C'est dans la période 1881-1890 que la tribu est le plus en danger,.
En 1906, c'est au tour d'Amor ben Othman de se rebeller à la tête des Fraichich qu'il réussit a rallier.

## De la guerre d'Algérie à nos jours

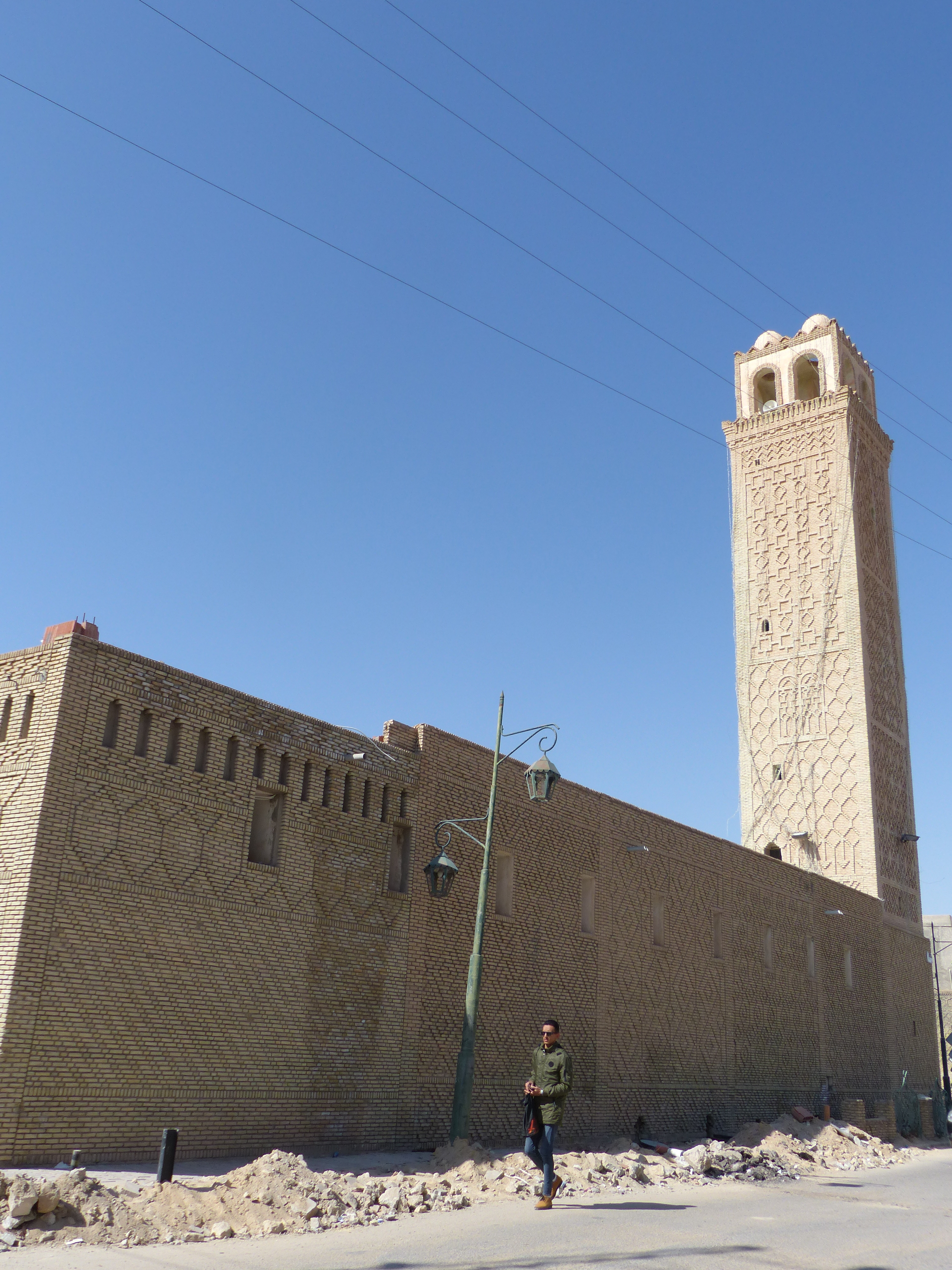
Mosquée Sidi Ubayd aujourd'hui, l'une des deux grandes mosquées emblématiques de la ville de Tozeur.

La partie de la tribu qui avait émigrer dans la région de Jendouba pendant la colonisation s'illustre par l'apprentissage du Coran aux populations locales.
En 1954, quand la guerre d'Algérie éclate, la tribu n'est plus si puissante qu'au siècle dernier. Elle a subi beaucoup de pertes humaines et économiques. Malgré cela, la tribu "fournit" des hommes au FLN et son territoire tunisien devient une base arrière pour les moudjahidins algériens ainsi qu'un passage pour fournir armes et nourriture, en effet deux des sept bases du FLN en Tunisie (Tozeur et Redeyef) sont en partie sous son territoire,,.
Le 31 mars 1956, le chef Zayn ben Al-Assad ben Abd Allah al-Radifi tombe au combat dans le Jabal Al-Murrah.
Le cheikh Taher al-Ubaydi de la tribu a distribué des fatwas pour promouvoir les moudjahidins. Il a d'ailleurs formé en partie idéologiquement les moudjahidins de l'Est algérien en tant que membre de l'Association des Oulémas Musulmans Algériens.
À la sortie de la guerre, les territoires de la tribu sont coupés par la frontière entre l'Algérie et la Tunisie, ce qui va énormément affaiblir la tribu. Comme beaucoup, les relations avec Habib Bourguiba sont compliquées.
Nous retrouvons également la tribu dans la révolte du bassin minier de Gafsa, le point de départ de la révolte étant Redeyef, territoire de la tribu.
La tribu est impliquée dans les affrontements de 2011 à Metlaoui avec une tribu concurrente qui conduiront à la mort de 12 personnes et 150 blessés.
Elle sera également très impliquée dans la révolution tunisienne de 2011 et deviendra comme une grande partie du peuple ennemie du pouvoir du dictateur Ben Ali, successeur du dictateur Habib Bourguiba.
Le crâne d’Amar ben Kadida sera rendu à l'Algérie avec 23 autres crânes de résistants et chefs des moudjahidins le 3 juillet 2020. Il recevra les plus grands honneurs du gouvernement algérien avec la présence de l'ensemble du gouvernement et du président Abdelmadjid Tebboune,.
La tribu a le droit a une apparition dans le jeu Crusader Kings III, sous la forme de quatre États.